# Полухин, Олег Николаевич
Олег Николаевич Полухин (род. 5 апреля 1955, Красная Яруга, Белгородская область) ― российский учёный, педагог, государственный деятель. Доктор политических наук, профессор. Ректор Белгородского государственного национального исследовательского университета с 2012 по 2023 годы.

## Биография
Родился 5 апреля 1955 года в посёлке Красная Яруга Ракитянского района Белгородской области в семье рабочих. В 1970 году окончил восьмой класс средней школы № 2 в городе Губкине Белгородской области, а затем ― Губкинский горный техникум. После его окончания поступил на вечернее отделение Губкинского филиала Всесоюзного заочного политехнического института. Без отрыва от учёбы работал слесарем-монтажником, а затем и мастером в Губкинском монтажном управлении треста «Центрметаллургмонтаж». В 1974 году был призван в ряды Вооружённых Сил СССР. После демобилизации продолжил учёбу и в 1981 году окончил ВЗПИ с присвоением квалификации «горный инженер».
Работал на различных должностях ВЛКСМ в Губкине и Белгороде, в том числе и первым секретарём Белгородского обкома ВЛКСМ. В 1985—1987 гг. учился на дневном отделении Академии общественных наук при ЦК КПСС, где защитил диссертацию на соискание учёной степени кандидата философских наук по теме «Роль взаимосвязей города и деревни в ускорении социального развития села». В 1987—1994 гг. работал в Губкине вторым и первым секретарём Губкинского горкома КПСС, председателем городского Совета народных депутатов, заместителем главы администрации города Губкина и Губкинского района. В 1994 году стал заместителем председателя Белгородской областной думы, в 2000—2012 гг. был руководителем аппарата главы администрации области, а также заместителем губернатора Белгородской области, первым заместителем губернатора и руководителем Администрации губернатора Белгородской области.
В мае 2012 года возглавил Национальный исследовательский университет БелГУ. С 2014 года входил в состав Общественной Палаты Российской Федерации и Общественной Палаты Белгородской области. В 2015 году был избран депутатом Белгородской областной Думы VI созыва.
В 2002 году Олегу Николаевичу Полухину было присвоено учёное звание профессора. В июне 2005 года защитил диссертацию на соискание учёной степени доктора политических наук по теме «Гражданственность как предмет политологического анализа», а в апреле 2011 года был избран действительным членом Российской академии естественных наук по секции «Проблемы устойчивого развития России».
Является членом партии Единая Россия, членом президиума Политсовета Белгородского Регионального отделения партии Единая Россия. Автор более ста научных публикаций, в том числе девяти книг и монографий. Ныне является председателем комитета областной Думы по образованию, молодёжной политике и СМИ.
6 марта 2022 года после вторжения России на Украину подписал письмо в поддержу действий президента Владимира Путина.

### Статья в The Moscow Post
В августе 2012 года выиграл дело в суде против издания The Moscow Post, которое обвинил в клевете. В декабре 2011 года издание разместило у себя статью под названием «Крёстный отец Белгородчины». В материале за авторством Николая Ломова рассказывалось, что якобы Полухин, занимая пост вице-губернатора Белгородской области, пытался получить взятку за выдачу разрешения на оформление в собственность участка земли. Взятка, отмечало издание, составляла 38 миллионов рублей, большая часть которых должна была достаться именно Полухину. Кроме этого, в статье также говорилось о давлении Полухина на бизнес и своих политических оппонентов. Помимо прочего, Полухин обвинялся в том, что превратил действующего губернатора Евгения Савченко в свою «марионетку».

## Семья
Женат, имеет троих детей.

## Санкции
6 марта 2022 года после вторжения России на Украину подписал письмо в поддержу российской агрессии. С 9 июня 2022 года находится под персональными санкциями Украины за поддержку войны. Также был внесён ФБК в список коррупционеров и разжигателей войны за поддержку нападения на Украину, 16 марта 2022 года форумом свободной России внесён в «Список Путина» и доклад «поджигателей войны» с предложением введения против него международных санкций.

## Награды
Награждён орденами Дружбы и Почёта Российской Федерации, тремя орденами Русской православной церкви, медалью «За заслуги перед Землёй Белгородской» I степени, высшей наградой Белгородской области — комплектом медалей «Третье ратное поле России» I степени. Имеет многочисленные почётные звания и награды Министерства образования и науки РФ, других министерств и ведомств РФ, а также различных общественных и профессиональных организаций.
- 2020 — Орден Александра Невского (14.10.2020) — за большие заслуги в научно-педагогической деятельности, подготовке квалифицированных специалистов и многолетнюю добросовестную работу[12].